# Zależność bakterii od antybiotyku
Zależność bakterii od antybiotyku – rzadkie zjawisko, polegające na adaptacji drobnoustrojów do zmienionego środowiska, w którym obecny jest antybiotyk. Bakterie zależne od antybiotyku albo są naturalnie niewrażliwe na niego, albo wykształciły jeden z mechanizmów oporności.
Zależność polega na wykorzystywaniu dodatkowego związku chemicznego obecnego w środowisku bakterii, jakim jest antybiotyk, do własnego metabolizmu. Nie opisano jeszcze bezwzględnej zależności, a w opisywanych przypadkach zależności względnej zmutowane drobnoustroje rozwijają się także bez dostępnego leku, choć czynią to dużo wolniej.
Jednym z przykładów takiej zależności są mutanty prątka gruźlicy zależne od streptomycyny i jest to być może związane ze zmianami w obrębie rybosomów.